# Tetraborano
O Tetraborano, ou para ser mais preciso tetraborano-10 ou aracno-B4H10 foi o primeiro composto hidreto de boro a ser classificado por Stock e Messenez em 1912 e foi isolado pela primeira vez por Alfred Hock. Tem um ponto de ebulição relativamente baixo a 18°C sendo assim um líquido pouco abaixo da temperatura ambiente. O tetraborano gasoso apresenta um mau cheiro e é tóxico.

## Segurança
O B4H10 é facilmente oxidado e, portanto, deve ser mantido sob vácuo. O tetraborano inflama espontaneamente quando entra em contato com o oxigênio do ar ou ácido nítrico. Os boranos em geral (incluindo o tetraborano) têm sido considerados muito tóxicos e são biologicamente destrutivos. Um estudo que consiste de pequena exposição diária da substância química em coelhos e ratos resultou em fatalidade.

## Preparação
Tetraborano pode ser produzido através de uma reação entre um ácido e boretos de magnésio, alumínio e berílio, pela hidrólise do boreto de magnésio, pela hidrogenação de haletos de boro em altas temperaturas e também pela pirólise do diborano. A hidrólise do boreto de magnésio foi uma das primeiras reações para dar um alto rendimento (14%) de tetraborano, além de outros boranos. O ácido fosfórico provou ser o mais eficiente na produção de B4H10 (com exceção do ácido clorídrico e do ácido sulfúrico) na reação com boreto de magnésio. Redução de halogenetos de boro com hidrogênio na presença de hidretos metálicos em altas temperaturas também produz tetraborano.
- Este artigo foi inicialmente traduzido, total ou parcialmente, do artigo da Wikipédia em inglês cujo título é «Tetraborane».